# العقبة (الرضمة)

تعديل مصدري - تعديل

العقبة محلة تابعة لقرية ذي شعبة، التابعة لعزلة يحير بمديرية الرضمة إحدى مديريات محافظة إب في الجمهورية اليمنية.، بلغ تعداد سكانها 234 حسب تعداد اليمن لعام 2004.